# 1972年札幌オリンピックのユーゴスラビア選手団
1972年札幌オリンピックのユーゴスラビア選手団（1972ねんさっぽろオリンピックのユーゴスラビアせんしゅだん、Yugoslavia_at_the_1972_Winter_Olympics）は、1972年2月3日から2月13日まで、日本の北海道札幌市で開催された冬季オリンピックのユーゴスラビア選手団、およびその競技結果。